# Wiesede
Wiesede ist eine Ortschaft in der ostfriesischen Gemeinde Friedeburg. Das Geestdorf zählt etwa 400 Bewohner.

## Geschichte
Am 26. Oktober 1456 begibt sich das Kirchspiel Wiesede in den Schutz des Grafen Diedrich von Oldenburg und schwört diesem Treue. Als Vertreter des Kirchspiels werden Meleff, Gerleff, Hanneke, Habbe und Willeke genannt.
Im Nordwesten des Dorfes soll eine Burg gestanden haben. Von Wiesede soll ein gepflasterter Weg zum Kloster Hopels geführt haben, der in Hopels eine Breite von 12 Fuß aufgewiesen hat. Der Hopfenanbau soll sehr weit verbreitet gewesen sein, denn die Platzbesitzer hatten einen Teil der Michaelisgefälle an den zweiten Prediger zu Reepsholt in Hopfen abzutragen, die Sachleistung wurde später in Geldzahlungen umgewandelt.
Von 1540 bis 1964 wurde hier eine Ziegelei betrieben. Die Zwergschule aus dem Jahre 1913 wird mittlerweile als Kapellengebäude genutzt.
Heute führt die Bundesstraße 436 von Friedeburg nach Wiesmoor am Ort vorbei. Zu Wiesede zählt die Moorkolonie Upschört, gegründet um 1800, mit der man heute in einer Dorfgemeinschaft kooperiert. Südöstlich von Wiesede befindet sich der Karl-Georgs-Forst.
Zur Gemeinde Wiesede gehört der auf einer Geestinsel liegende Barkenbusch. In einer Urkunde vom 14. Juli 787, in welche die Grenzverhältnisse des Bisthums Bremen in Ostfriesland geregelt wurde, wird der Barkenbusch als Bercpol (Berc = Birken oder nd. Barken, poel = stehendes Wasser, Meer) bezeichnet. Die Echtheit der Urkunde ist umstritten.
Am 1. Juli 1972 schlossen sich zuvor die ehemaligen Gemeinden Abickhafe, Dose, Hoheesche und Reepsholt zur Gemeinde Reepsholt zusammen. Im Zuge der Kommunalreform am 16. August 1972 wurde aus den bisherigen Gemeinden Bentstreek, Etzel, Friedeburg, Hesel, Horsten, Marx, Reepsholt, Wiesede und Wiesedermeer die Gemeinde Friedeburg gebildet.

## Sehenswürdigkeiten
Brücke und Schleuse am Ems-Jade-Kanal sind als Baudenkmale ausgewiesen.